# Guédé
Guédé lub Ghede to w religii voodoo duch (loa) płodności i śmierci.
Rodzicami wszystkich Guédé są Baron Samedi i Maman Brigitte. Guédé wyglądają jak wysocy mężczyźni w czarnym fraku, cylindrze i ciemnych okularach. Lubią pić rum. Są strażnikami granicy między życiem i śmiercią, swoimi mądrymi radami pomagają duchom zmarłych znaleźć właściwą drogę. Są także panami życia i płodności, dlatego Haitańczycy często zakopują w grobach symboliczne fallusy. Guédé pomagają żywym ludziom, ale mogą także przywrócić do życia zmarłych. Zamieszkują w ożywionych zwłokach - zombie. Czasem opętują żywych ludzi, a wobec takiego opętania są bezsilni nawet najbardziej doświadczeni kapłani voodoo. 
Najbardziej znani Guédé to: homoseksualista Guédé Nibo i przynoszący choroby Guédé Zoreille.